# Pro Arte
„Pro Arte” (łac. ’dla sztuki’) – warszawska grupa artystyczna, skupiająca twórców związanych ideowo i artystycznie z tendencjami panującymi w sztuce przełomu XIX i XX wieku. W okresie swojej działalności (1922–1932) artyści z kręgu Pro Arte zaprezentowali swoje prace na 10 wystawach  w salach Towarzystwa Przyjaciół Sztuk Pięknych (Zachęta). Najważniejszymi członkami ponad trzydziestoosobowej grupy byli: Stanisław Bagieński, Kazimierz Belina Borzym, Tadeusz Cieślewski (ojciec), Michał Wiktor Czepita, Zdzisław Jasiński, Apoloniusz Kędzierski, Bronisław Kopczyński, Jan Kotowski, Piotr Krasnodębski, Wojciech Kossak, Stanisław Masłowski, Henryk Piątkowski, Józef Rapacki, Stanisław Straszkiewicz, Czesław Tański, Władysław Wankie, Henryk Weyssenhoff, Teodor Ziomek. Luźno sformułowany program artystyczny wykazywał tendencje w kierunku tradycyjnego pojmowania malarstwa. Główni teoretycy: Piątkowski, Popowski, Wankie, Wawrzeniecki. Dorobek malarski Pro Arte objawiał się głównie w pejzażu oraz portrecie i ilustracjach książkowych.